# REDD+

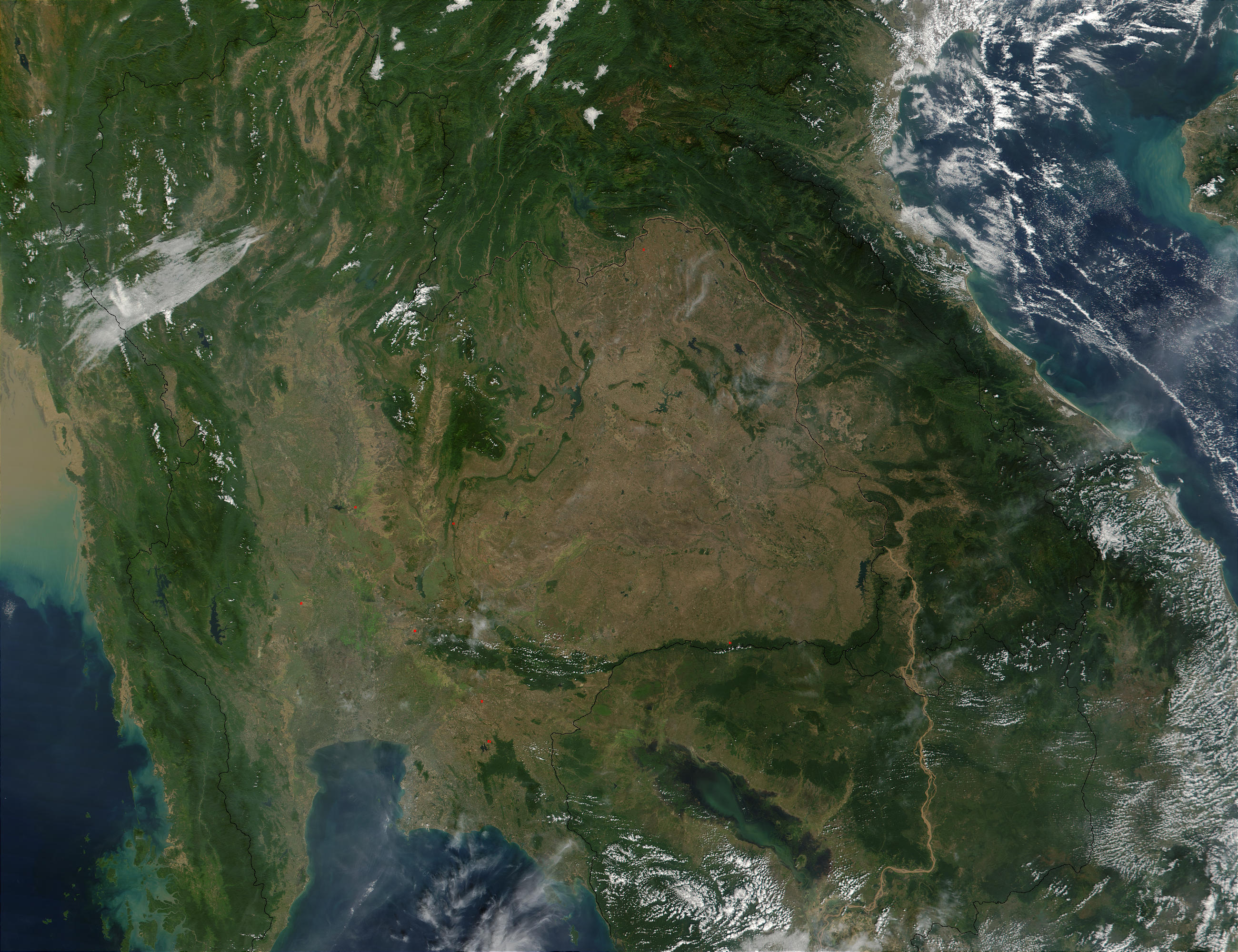
Diese Satellitenaufnahme zeigt Thailand. Braune Flächen zeigen das Fehlen von Wald an.

REDD+ (Reducing Emissions from Deforestation and Forest Degradation and the role of conservation, sustainable management of forests and enhancement of forest carbon stocks in developing countries, dt. etwa „Verringerung von Emissionen aus Entwaldung und Waldschädigung sowie die Rolle des Waldschutzes, der nachhaltigen Waldbewirtschaftung und des Ausbaus des Kohlenstoffspeichers Wald in Entwicklungsländern“) ist ein seit 2005 auf den Verhandlungen der internationalen Klimarahmenkonvention (UNFCCC, United Nations Framework Convention on Climate Change) diskutiertes Konzept, mit dem der Schutz von Wäldern als Kohlenstoffspeicher finanziell attraktiv gemacht werden soll.
Laut Intergovernmental Panel on Climate Change stammen über 17 % der weltweiten anthropogenen Treibhausgasemissionen aus dem Forstsektor. Besonders bedeutsam für den Klimaschutz sind dabei die tropischen Regen- und Feuchtwälder, deren Kohlenstoffbilanz eine sehr hohe Speicherung gewährleistet.
Die Grundidee von REDD+ sind leistungsbasierte Zahlungen für mess- und überprüfbare Emissionsreduzierungen durch Waldschutzmaßnahmen in Entwicklungsländern. Dem in den Wäldern gespeicherten Kohlenstoffdioxid wird im REDD+-Modell ein monetärer Wert zugewiesen, damit Wälder bei wirtschaftlichen Entscheidungsprozessen ein höheres finanzielles Gewicht bekommen. Der REDD+-Prozess sieht vor, Waldemissionen zu messen bzw. zu errechnen und anschließend zu bewerten. Hiermit sollen Anreize für die Begrenzung der Waldzerstörung geschaffen werden.

## Die Entwicklung von REDD+ in den UNFCCC-Verhandlungen

### Entstehung des Konzepts
Im Rahmen der UNFCCC-Verhandlungen machten Papua-Neuguinea und Costa Rica 2005 erstmals einen Vorschlag, wie dem Problem der Entwaldung im Rahmen der Klimarahmenkonvention durch Kompensationszahlungen begegnet werden könnte. Aufgrund der breiten Unterstützung, die der Vorschlag zu „Reducing Emissions from Deforestation in Developing Countries“ (REDD) auf der UN-Klimakonferenz in Montreal 2005 erfuhr, wurde ein zweijähriger Diskussions- und Austauschprozess ins Leben gerufen. Die in diesem Zeitraum stattgefundenen Diskussionen warfen bereits einige zentrale Fragestellungen auf, etwa wie mit Landeigentumsrechten zu verfahren sei und wie die Permanenz der Kohlenstoffsenken sichergestellt werden könne.
Auch auf der Klimakonferenz in Nairobi 2006 wurde der Vorschlag von Papua-Neuguinea und Costa Rica diskutiert. Dabei äußerten zahlreiche Vertragsstaaten Bedenken, dass bei den Vorgaben zur Erstellung des Referenzszenarios (Baseline), das zur Berechnung der Emissionsminderungen herangezogen wird, mögliche Schlupflöcher nicht geschlossen werden könnten. Auch die Auswahl der einzubindenden Gebiete und die Frage, wie geeignete Monitoringsysteme zur zuverlässigen Überwachung und Überprüfung von Waldnutzungsänderungen aufgebaut werden können, wurde kritisch erörtert.

### Die Erweiterung des Konzepts und seine Einbindung in die Verhandlungen über ein neues Klimaabkommen
Auf der Klimakonferenz in Bali 2007 wurde das Konzept erweitert, um neben Maßnahmen gegen Entwaldung auch Anstrengungen zur Verringerung der Waldschädigung zu berücksichtigen. Aus „RED“ wurde somit „REDD“, wobei das zweite „D“ für den englischen Begriff „Degradation“ (Waldschädigung) steht. Damit wurde dem zunehmenden Bewusstsein über die Zusammenhänge zwischen Entwaldung und Waldschädigung Rechnung getragen: So kann die Verringerung von Wald (Entwaldung) zum Anstieg der Waldschädigung führen. Waldschädigung beeinträchtigt unter anderem die biologische Produktivität und Vielfalt des Waldes und führt langfristig meist auch zu Entwaldung.
In Bali beschlossen die Vertragsparteien zudem, dass der Waldschutz Teil des bis 2009 auszuhandelnden Klimaabkommens werden sollte, indem sie „Reducing Emissions from Deforestation and Forest Degradation; and the role of conservation, sustainable management of forests and enhancement of forest carbon stocks in developing countries“ in den „Bali Action Plan“ aufnahmen. Damit erfuhr das Konzept eine grundlegende Erweiterung und schloss von nun an auch den Erhalt des Waldes, den Ausbau des Kohlenstoffbestandes sowie nachhaltige Waldbewirtschaftungsformen mit ein. Aufgrund dieser neuen Elemente wird seither von REDD+ gesprochen. Mit der Klimakonferenz in Posen 2008 wurde das erweiterte Konzept in die offizielle Sprachregelung übernommen.

### Die Ausarbeitung des Konzepts und Festlegung zentraler Bausteine
Durch das Scheitern der Klimaverhandlungen in Kopenhagen konnte 2009 kein globales Klimaabkommen verabschiedet werden. Das (völkerrechtlich unverbindliche) Ergebnis der Konferenz in Form der Copenhagen Accords unterstreicht allerdings die Bedeutung der Bekämpfung der Waldzerstörung und führt die Einführung eines „REDD+-Mechanismus“ als bedeutende Maßnahme auf. Die Vertragsstaaten einigten sich in Kopenhagen zudem auf zentrale methodische Bausteine für einen zukünftigen REDD+-Mechanismus, darunter die Errichtung nationaler Forstmonitoringsysteme sowie einzelne Vorgaben zur Messung und Berichterstattung von Emissionsreduktionen. REDD+-Länder wurden darüber hinaus aufgefordert, nationale REDD+-Strategien zu entwickeln und entsprechende Kapazitäten aufzubauen. Des Weiteren sollen in den Ländern Ansätze etabliert werden, um die Beteiligung indigener Gruppen und der lokalen Bevölkerung bei der Messung und Berichterstattung sicherzustellen.
Auf den folgenden Klimaverhandlungen wurde REDD+ weiter ausgearbeitet. 2010 gelang in Cancún mit der Verabschiedung der „Cancún Agreements“ ein bedeutender Schritt: Die Vertragsstaaten einigten sich auf die sogenannten „REDD+ Safeguards“, mit denen negative ökologische oder soziale Auswirkungen von REDD+-Aktivitäten verhindert werden sollen. So soll unter anderem sichergestellt werden, dass es durch die REDD+-Maßnahmen nicht zu einer Verlagerung der Emissionen kommt und dass die Maßnahmen zum Erhalt natürlicher Wälder und ihrer ökologischen Ökosystemleistungen beitragen.
REDD+-Länder wurden zudem dazu aufgefordert, entsprechende Safeguard-Informationssysteme (Safeguard Information Systems) zu etablieren, mit denen Informationen über die Einhaltung der REDD+ Safeguards bereitgestellt werden können.

## Der Phased Approach
In Cancún einigten sich die Vertragsstaaten auch auf den sogenannten phased approach. Dieser Ansatz sieht drei Phasen für die Vorbereitung auf REDD+ und Umsetzung entsprechender Aktivitäten in den Entwicklungsländern vor:
- In Phase 1 erhalten REDD+-Länder internationale Finanzmittel von Geberländern zur Entwicklung einer nationalen REDD+-Strategie, zum Aufbau geeigneter Institutionen und notwendiger Kapazitäten.
- In Phase 2 werden REDD+-Länder bei der Umsetzung der nationalen Strategie und Demonstrationsprojekte auf freiwilliger Basis durch internationale Geber unterstützt. Die Gelder sind an den Erfolg der Umsetzung gekoppelt.
- In der dritten Phase erfolgt die eigentliche Umsetzung von REDD+, indem hier das vorgesehene Finanzierungsmodell zum Tragen kommt. Für die nachweislich reduzierten (oder gebundenen) Emissionen aus dem Forstsektor erhalten REDD+-Länder Finanzmittel aus einem internationalen Fonds oder dem globalen Kohlenstoffmarkt. Diese Aktivitäten sollen nach dem MRV (Measurement, Reporting and Verification)-Prinzip vollständig gemessen, berichtet und verifiziert und auf Grundlage der dabei berechneten Emissionsreduktionen vergütet werden.[7]

Ein Jahr später, auf dem Klimagipfel 2011 im südafrikanischen Durban, einigten sich die Vertragsstaaten auf Leitlinien für die Etablierung der nationalen Safeguard-Systeme. Darüber hinaus wurden Modalitäten zur Erstellung von Reference Levels verabschiedet, die zur Berechnung der Emissionsreduktionen herangezogen werden sollen.
Allerdings gelang es in Durban nicht, Vorgaben für die Einrichtung nationaler Forstmonitoringsysteme zu erstellen und auch die Vorgaben für MRV (Measurement, Reporting and Verification) konnten nicht verabschiedet werden.
Letztere stellten sich auf der Klimakonferenz in Doha 2012 als Knackpunkt der Verhandlungen heraus: Eine Konfrontation zwischen Entwicklungs- und Industriestaaten darüber, wie die von den Entwicklungsländern gemachten Angaben verifiziert werden sollten, verhinderte eine Einigung zu MRV und nationalen Forstmonitoringsystemen.
Ein bedeutender Durchbruch gelang schließlich auf der Klimakonferenz in Warschau 2013 mit der Verabschiedung des „Warsaw Framework for REDD+“. Mit einem Paket von insgesamt sieben Entscheidungen legten die Vertragsstaaten die wesentlichen Rahmenbedingungen für die Umsetzung von REDD+ in den Entwicklungsländern fest. Bedeutende Details müssen allerdings noch ausgearbeitet werden. Auch die ebenso bedeutende wie umstrittene Frage, wie REDD+-Aktivitäten in der dritten Phase finanziert werden sollen, ist noch nicht abschließend beantwortet.

## Zentrale Eigenschaften von REDD+
Die Ursachen für Entwaldung und die nicht-nachhaltige Nutzung von Wäldern sind vielfältig und unterscheiden sich von Region zu Region. Während im brasilianischen Amazonasgebiet Wald gerodet wird, um Flächen für den Sojaanbau und die Viehhaltung multinationaler Großkonzerne zu schaffen, sind in Afrika vor allem die übermäßige Entnahme von Feuerholz und die Brandrodung zur Schaffung von Ackerland verantwortlich für den Waldverlust. In Südostasien ist wiederum die Produktion von Palmöl, Kaffee und Holz eine der zentralen Ursachen. Hinter diesen direkten Treibern der Entwaldung stehen häufig indirekte Ursachen, darunter die unzureichende Governance, eine schwache Durchsetzung von Landnutzungspolitiken sowie unklare Besitzverhältnisse.
Die Bekämpfung dieser indirekten Ursachen zur Reduktion der Waldemissionen ist für viele REDD+-Länder mit großen Herausforderungen verbunden. Eine weitere Herausforderung ergibt sich durch das Konzept ergebnisbezogener Zahlungen (results-based finance), auf dem REDD+ basiert: Demnach ist die Ausschüttung von Finanzmitteln an die Erzielung konkreter Ergebnisse in Form von reduzierten (oder gebundenen) Tonnen CO2 durch Waldschutzmaßnahmen gekoppelt. Somit müssen REDD+-Länder die hierfür notwendigen institutionellen und technischen Voraussetzungen erfüllen, um die erzielten Ergebnisse nachweisen zu können. Die Erfüllung dieser Voraussetzungen wird gemeinhin als Readiness bezeichnet.
Der in Cancun verabschiedete „phased approach“ (s. o.) sollte dem Umstand Rechnung tragen, dass zahlreiche Entwicklungsländer mit großen Waldvorkommen diese Voraussetzungen derzeit noch nicht erfüllen.

## Stand der Umsetzung von REDD+
Angesichts der Tatsache, dass eine Regelung zur Finanzierung von REDD+ in Phase 3 noch aussteht und die Vorbereitungen auf diese Phase in den meisten Ländern zudem noch nicht abgeschlossen sind, werden derzeit die meisten Maßnahmen in Phase 1 und 2 durchgeführt.

### Phase 1
Derzeit werden in zahlreichen Ländern Readiness-Maßnahmen durchgeführt. Die Forest Carbon Partnership Facility (FCPF) der Weltbank und das UN-REDD-Programme sind die beiden größten Unterstützungsinitiativen dieser Maßnahmen.

#### UN-REDD-Programme
Das UN-REDD-Programme wurde 2008 ins Leben gerufen und ist eine gemeinsame Initiative von der Ernährungs- und Landwirtschaftsorganisation der Vereinten Nationen (FAO), dem Entwicklungsprogramm der Vereinten Nationen (UNDP) und dem Umweltprogramm der Vereinten Nationen (UNEP). Es unterstützt derzeit ca. 50 Partnerländer in ihren REDD+-Readiness-Bemühungen. Das Programm umfasst zwei Unterstützungsangebote:
1. UN-REDD-Partnerländer werden bei der Ausarbeitung und Umsetzung nationaler UN-REDD-Programme gefördert.
2. Im Rahmen des zweiten Unterstützungsstrangs erhalten REDD+-Partnerländer Zugang zu Methoden, Tools sowie technischen Anleitungen.

Die für beide Unterstützungsarten bereitgestellten Finanzmittel lagen im Juni 2013 bei 172,4 Mio. USD. Laut UN-REDD wurden bereits 67,8 Mio. USD für nationale REDD+-Strategien in 18 Partnerländern bewilligt.

#### FCPF Readiness Fund
Mit ihrem Readiness Fund unterstützt die FCPF Länder in ihren Bemühungen, sich auf die Umsetzung von REDD+-Maßnahmen vorzubereiten. Der Readiness Fund bietet 37 Ländern technische und finanzielle Unterstützung, insbesondere bei:
- der Entwicklung oder Weiterentwicklung nationaler REDD+-Strategien,
- der Berechnung von Reference Levels, mit denen die aktuellen Emissionen verglichen werden, sowie
- der Etablierung nationaler Systeme zur Messung, Berichterstattung und Verifizierung von Emissionen, die zur Berechnung der Emissionsreduktionen herangezogen werden.
- Aufbau nationaler REDD+-Managementstrukturen, einschließlich robuster ökologischer und sozialer Safeguards.

### Phase 2

#### REDD Early Movers
Deutschland beteiligt sich mit seinem Programm REDD Early Movers (REM) an der finanziellen Unterstützung von Ländern in Phase 2. Das Programm versteht sich als Brückenfinanzierung zwischen der Readiness-Phase (Phase 1) und einem zukünftigen REDD+-Mechanismus auf Ebene der Vereinten Nationen. Es richtet sich an Länder, die die Readiness-Phase bereits erfolgreich durchlaufen haben und kombiniert die Kohlenstofffinanzierung mit der Förderung von REDD+-Instrumenten. Um Unterstützung zu erhalten, müssen die Länder verschiedene Kriterien erfüllen, darunter die Etablierung eines Emissionsreferenzlevels, die Einrichtung eines Waldmonitoringsystems und die Identifizierung von Treibern der Waldzerstörung.

### Phase 3

#### FCPF Carbon Fund
Der Carbon Fund der FCPF wurde 2011 in Betrieb genommen; er verfügt über ein Finanzvolumen von insgesamt 390 Mio. USD. Von den 37 Ländern, die im Rahmen des FCPF Readiness Fund unterstützt werden, sollen fünf Länder eine weitergehende Unterstützung durch den FCPF Carbon Fund erhalten. Auf Grundlage der eingereichten Emission Reduction Program Idea Note wurde Costa Rica im März 2013 als bisher einziges Land für die Unterstützung durch den Carbon Fund ausgewählt. Im September 2013 unterzeichneten Costa Rica und der Treuhänder des Carbon Fund, die IBRD, eine Absichtserklärung zur Aushandlung eines Vertrages zur Abnahme der Emissionsreduktionen im Wert von bis zu 63 Mio. USD.

## Die umstrittene Frage der Finanzierung von REDD+
Die Verhandlungen über die Einrichtung eines REDD+-Mechanismus wurden von intensiven Diskussionen zu verschiedenen Einzelaspekten geprägt. So haben sich sowohl bei den Vertragsstaaten der UNFCCC als auch unter den zivilgesellschaftlichen und Umweltorganisationen unterschiedliche Positionen zur Ausgestaltung des Mechanismus herausgebildet. Besonders umstritten ist die Frage der Finanzierung von REDD+.
Bereits der 2005 von Papua-Neuguinea und Costa Rica vorgelegte Vorschlag für einen Waldschutzmechanismus brachte eine mögliche Finanzierung durch den globalen Kohlenstoffmarkt ins Gespräch. Unter einem solchen Finanzierungsmodell würden Emissionsreduktionen zu handelbaren Emissionszertifikaten. Diesem marktbasierten Konzept steht die Finanzierung durch einen internationalen Fonds gegenüber, der durch Gelder der Geberländer getragen würde. Ein solcher Vorschlag wurde 2006 von Brasilien vorgelegt. Im Laufe der Verhandlungen wurden verschiedene Ausgestaltungsvorschläge für beide Finanzierungsarten entwickelt und auch hybride Finanzierungsmodelle wurden erarbeitet. Trotz der Vielfalt an Finanzierungskonzepten ist die Diskussion weiterhin von einer Dichotomie zwischen Befürwortern und Gegnern einer marktbasierten Lösung für die dritte Phase von REDD+ geprägt.
Hauptargument der Befürworter eines marktbasierten Ansatzes ist die Erwartung eines größeren Potentials zur Mobilisierung privater und auch öffentlicher Finanzmittel. Viele Marktbefürworter gehen zudem davon aus, dass ein marktbasierter Ansatz sehr viel kosteneffizienter als eine Fondslösung ist. Angesichts knapper öffentlicher Gelder wird ein marktbasierter Ansatz von diesen als aussichtsreichste Möglichkeit angesehen, die Zerstörung der Wälder in Entwicklungsländern effektiv einzudämmen.

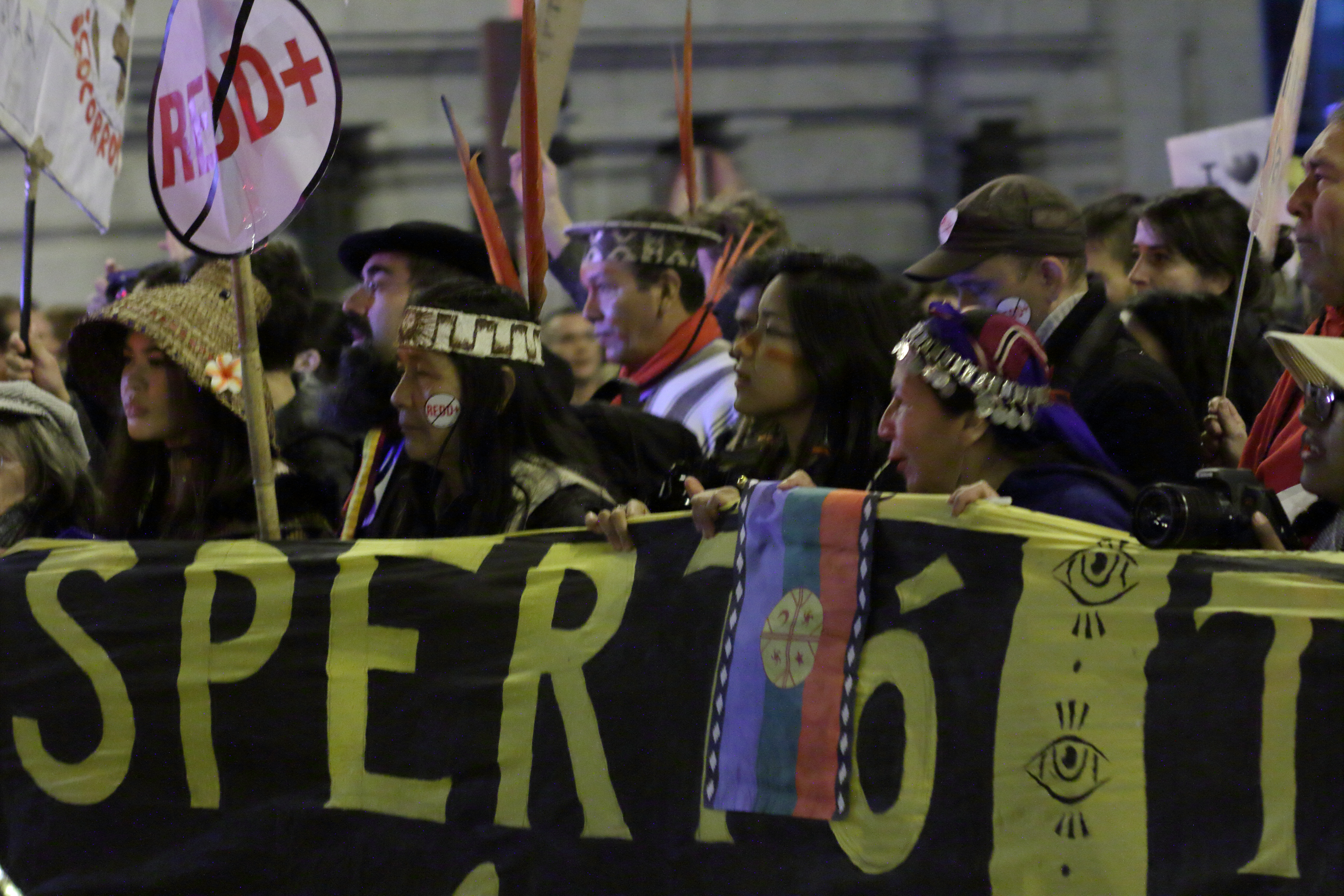
Proteste der Mapuche gegen REDD+ bei der UN-Klimakonferenz in Madrid 2019

Die Gegner eines marktbasierten Ansatzes bezweifeln allerdings, dass hiermit die eigentlichen Treiber der Entwaldung adressiert werden können. Sie argumentieren, dass ein marktbasierter Ansatz nicht in der Lage sei, die notwendigen Politikreformen voranzutreiben. Darüber hinaus sei mit einem marktbasierten Ansatz und dem Handel von Emissionszertifikaten die Gefahr verbunden, dass das eigentliche Ziel der Klimarahmenkonvention verfehlt werden könnte: Werden REDD+-Zertifikate für das Einhalten von Klimaschutzzielen in Industriestaaten genutzt, könnte dies zu einer Verschleppung bei der Umsetzung der notwendigen Klimaschutzmaßnahmen in diesen Ländern führen. Weitere Bedenken gegen einen marktbasierten REDD+-Ansatz beziehen sich auf die methodischen und technischen Schwierigkeiten, die mit der Messung, Berichterstattung und Verifizierung von Emissionsreduktionen im Forstbereich einhergehen. So könnte die mangelnde Permanenz der Emissionsreduktionen sowie Verlagerungseffekte (leakage) im Falle eines marktbasierten Mechanismus zu weitaus verheerenderen Folgen führen, als bei der Finanzierung durch einen Fonds.
Der derzeitige Verhandlungstext sieht weiterhin beide Finanzierungsmodelle vor. Welches Konzept sich durchsetzen wird, hängt auch von den Entwicklungen der Verhandlungen in anderen Bereichen ab. So könnten insbesondere die Verhandlungsprozesse zur Klimafinanzierung sowie zur Einführung neuer marktbasierter Mechanismen richtungsweisend für die weitere Ausgestaltung von REDD+ sein.

## Kritik
In der Zeitschrift „Science“ erschien im August 2023 eine europäische Studie, in der 26 REDD+-Projekte in den tropischen Regenwäldern untersucht wurden. Dabei habe sich herausgestellt, dass nur etwa sechs Prozent der CO2-Zertifikate aus den untersuchten Projekten  dieser Analyse zufolge tatsächlich mit vermiedenen Emissionen verknüpft seien.